# Niviventer gladiusmaculus
Niviventer gladiusmaculus — вид пацюків (Rattini), ендемік Тибету.

## Морфологічна характеристика
Довжина голови й тулуба від 102 до 145 мм, довжина хвоста від 123 до 180 мм, довжина лапи від 22 до 28 мм, довжина вуха від 18 до 25 мм, вага до 82 грамів. Спинні частини коричнево-чорні, посипані білими колючими волосками, а черевні частини чисто білі і м'які. Більшість особин мають довгу мечоподібну чорнувату смугу на шиї з верхівкою, що тягнеться до середини живота. Вуса білі, вуха короткі й чорнуваті, посипані дрібними білуватими волосками на внутрішній поверхні. Підошви білі. Кігті тонкі й гострі. Хвіст тонкий і гладкий, зверху світло-коричневий, знизу білий, укритий кільцями луски.

## Середовище проживання
Мешкає в хвойних і листяних лісах.